# Lebohang Morula
Lebohang Morula (ur. 22 grudnia 1968), piłkarz rodem z RPA.
W swej karierze bronił barw trzech klubów, rodzimego Jomo Cosmos oraz tureckiego Vansporu i kolumbijskiego Once Caldas.
Był członkiem reprezentacji RPA na Mistrzostwach Świata 1998.